# Урахинский сельсовет
Урахинский сельсовет  — административно-территориальная единица и муниципальное образование со статусом сельского поселения в Сергокалинском районе Дагестана Российской Федерации.
Административный центр — село Урахи.

## Население
| 2002  | 2010  | 2012  | 2013  | 2014  | 2015  | 2016  |
| ----- | ----- | ----- | ----- | ----- | ----- | ----- |
| 2056  | ↘1406 | ↗1420 | ↗1435 | ↘1430 | ↘1424 | ↘1417 |
| 2017  | 2018  | 2019  | 2020  | 2021  | 2023  | 2024  |
| ↘1396 | ↘1378 | ↘1364 | ↘1350 | ↗1511 | ↘1498 | ↘1492 |
| 2025  |       |       |       |       |       |       |
| ↘1477 |       |       |       |       |       |       |

## Состав
| № | Населённый пункт | Тип населённого пункта       | Население |
| - | ---------------- | ---------------------------- | --------- |
| 1 | Краснопартизанск | село                         | ↗789      |
| 2 | Урахи            | село, административный центр | ↗722      |